# Red Velvet
Red Velvet (кор. 레드벨벳, трансліт. Реди Пельбет, укр. Червоний оксамит) — південнокорейський жіночий гурт, сформований та керований лейблом SM Entertainment. Дебютував 1 серпня 2014 року із синглом «Happiness» і спочатку складався з чотирьох учасниць: Айрін, Сильґі, Венді та Джой. П'ята учасниця, Єрі, доєдналася в березні 2015 року після випуску їхнього першого мініальбому Ice Cream Cake. Концепція гурту, відображена у назві, полягає в існуванні двох кольорових «сторін», які впливають на стиль і музику колективу: «червона» — попмузика з елементами електроніки та фанку, а «оксамитова» — R&B із впливом 90-х та елементами балад та хіп-хопу.
Корейськомовна дискографія Red Velvet охоплює три студійні альбоми, одне перевидання, один збірний альбом та тринадцять мініальбомів — усього тринадцять релізів гурту очолювали корейський хіт-парад альбомів Circle Album Chart. Їхні сингли «Red Flavor» і «Power Up» ставали хітами № 1 у чарті синглів Circle Digital Chart, тоді як «Dumb Dumb», «Russian Roulette», «Rookie», «Peek-a-Boo», «Bad Boy», «Psycho», «Feel My Rhythm» потрапили до першої трійки. На японській музичній сцені гурт представлений мініальбомами #Cookie Jar (2018) і Sappy (2019) та студійним альбомом Bloom (2022).
Популярність Red Velvet у себе на батьківщині була відзначена журналом «Форбс», який помістив їх на одинадцяте та п'яте місця в рейтингу Korea Power Celebrity у 2018 та 2019 роках відповідно. Гурт визнано одним із найпопулярніших K-pop-артистів в усьому світі за версією «Тайм» та «Білборд», а також п'ятим за популярністю K-pop-виконавцем на Spotify у 2020 році. Також Red Velvet отримали численні нагороди за музику, хореографію та популярність. Зокрема, 2015 року дівчата здобули нагороду в категорії «Новачок року» на премії Golden Disc Awards, а 2017 року стали «Найкращим жіночим гуртом» на Mnet Asian Music Awards.

## Назва
Назву гурту «Red Velvet» (укр. Червоний оксамит) лейбл SM Entertainment пояснив наступний чином: «Red» означає червоний колір, помітний та надзвичайно привабливий; «Velvet» означає оксамитову тканину, яка дарує відчуття м'якості та надзвичайної жіночності. «Red» і «Velvet» разом представляють музичний стиль та образ гурту. 
29 липня 2014 року корейський незалежний інді-гурт, що дебютував 2013 року і також має назву Red Velvet, виступив на захист свого імені. Після зустрічі представника компанії з існуючими Red Velvet обидві сторони дійшли згоди щодо спільного використання цієї назви.

## Кар'єра

### 2007—2015: Формування, ранні роки та прорив
Формування Red Velvet почалося 2007 року, коли Сильґі, пройшовши прослуховування, стала стажеркою лейбла SM Entertainment. 2009 року до агенства доєдналася Айрін, а 2011 року — Єрі. Ще через рік стажистками були відібрані Венді та Джой через глобальне прослуховування SM Global Auditions у Канаді та Сеулі відповідно. Підготовка до дебюту Red Velvet почалася в грудні 2013 року — тоді в складі переддебютного стажувального гурту SM Rookies були представлені Айрін та Сильґі, а в березні наступного року — Венді. Також перша знялася в епізодичній ролі в музичному відеокліпі на пісню «1-4-3 (I Love You)» свого тодішнього колеги по лейблу Генрі, а друга — в кліпах на його пісні «Fantastic» та «Butterfly». У березні 2014 року Венді випустила пісню «Because I Love You», котра увійшла в саундтрек корейської драми «Мімі». За чутками тріо мало дебютувати в липні, що згодом було підтверджено SM Entertainment, але пізніше агенство вирішило включити до складу Джой та відкласти дебют на місяць. Red Velvet стали першим дівочим гуртом SM Entertainment за останні п'ять років.

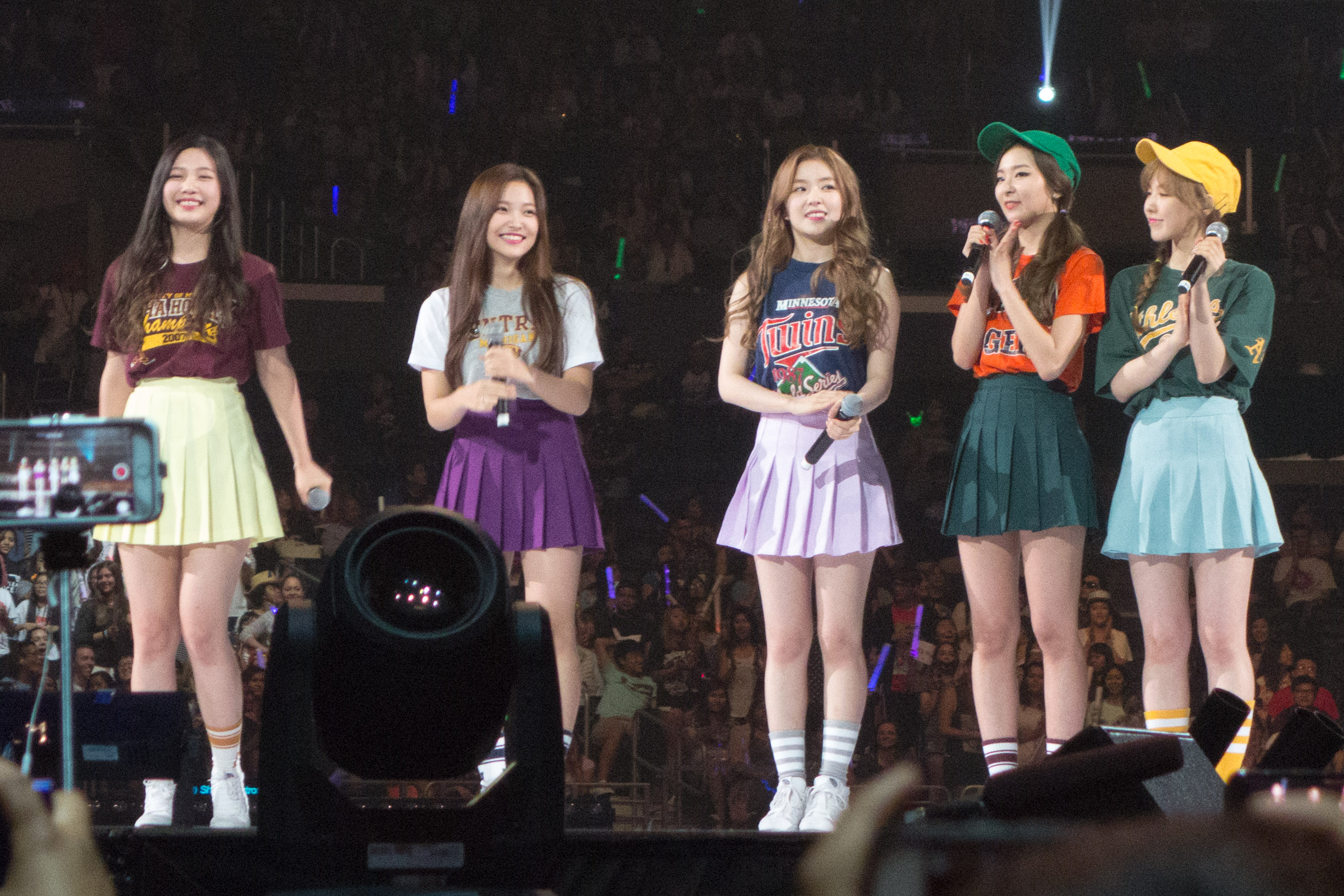
Red Velvet на KCON 2015 у Лос-Анджелесі

Офіційний дебютний виступ Red Velvet відбувся 1 серпня 2014 року на сцені музичної програми Music Bank. Їхній дебютний цифровий сингл «Happiness» вийшов 4 серпня. Оригінальний музичний відеокліп на пісню згодом видалили через суперечливі фонові зображення та замінили відредагованою версією. У серпні того року «Happiness» був другим за кількістю переглядів K-pop-кліпом у всьому світі. Також Red Velvet став першим дівочим K-pop-гуртом, чий дебютний сингл потрапив до хіт-параду Billboard World Digital Songs, де посів четверте місце. 13 жовтня 2014 року гурт випустив свій другий цифровий сингл «Be Natural» та супровідний відеокліп. Пісня, яка містить реп-вірш тодішнього учасника SM Rookies Тейона, є ремейком однойменного синглу першого дівочого гурту SM Entertainment S.E.S. 2000 року. 9 жовтня дівчата розпочали просування релізу, вперше виступивши на музичному шоу M Countdown. «Be Natural» посіла 33 місце в чарті Gaon Digital Chart та шосте у World Digital Songs. Red Velvet отримали нагороду «Новачок року» на преміях Golden Disc Awards та Seoul Music Awards.
11 березня 2015 року SM Entertainment офіційно оголосив про приєднання колишньої учасниці SM Rookies Єрі до Red Velvet. Єрі була однією зі стажерок, які знялися у відеокліпі на пісню «Happiness»; вперше її представили публіці на концерті SM Town Live World Tour IV. 14 березня вийшов сингл «Automatic», а 17 березня 2015 року було випущено перший мініальбом гурту Ice Cream Cake, який мав критичний і комерційний успіх. Другий сингл із мініальбому «Ice Cream Cake» ознаменував комерційний прорив Red Velvet. 19 березня гурт презентував альбом на програмі Ice Cream TV, що транслювалася на Naver Music та проводилася Мінхо із SHINee 27 березня вони вперше перемогли на музичному шоу Music Bank, а Ice Cream Cake став найпродаванішим альбомом дівочого гурту в Південній Кореї за перше півріччя 2015 року за версією хіт-параду Hanteo Chart. У серпні 2015 року Red Velvet вперше виступили у США — на щорічному музичному фестивалі KCON у Лос-Анджелесі, Каліфорнія.

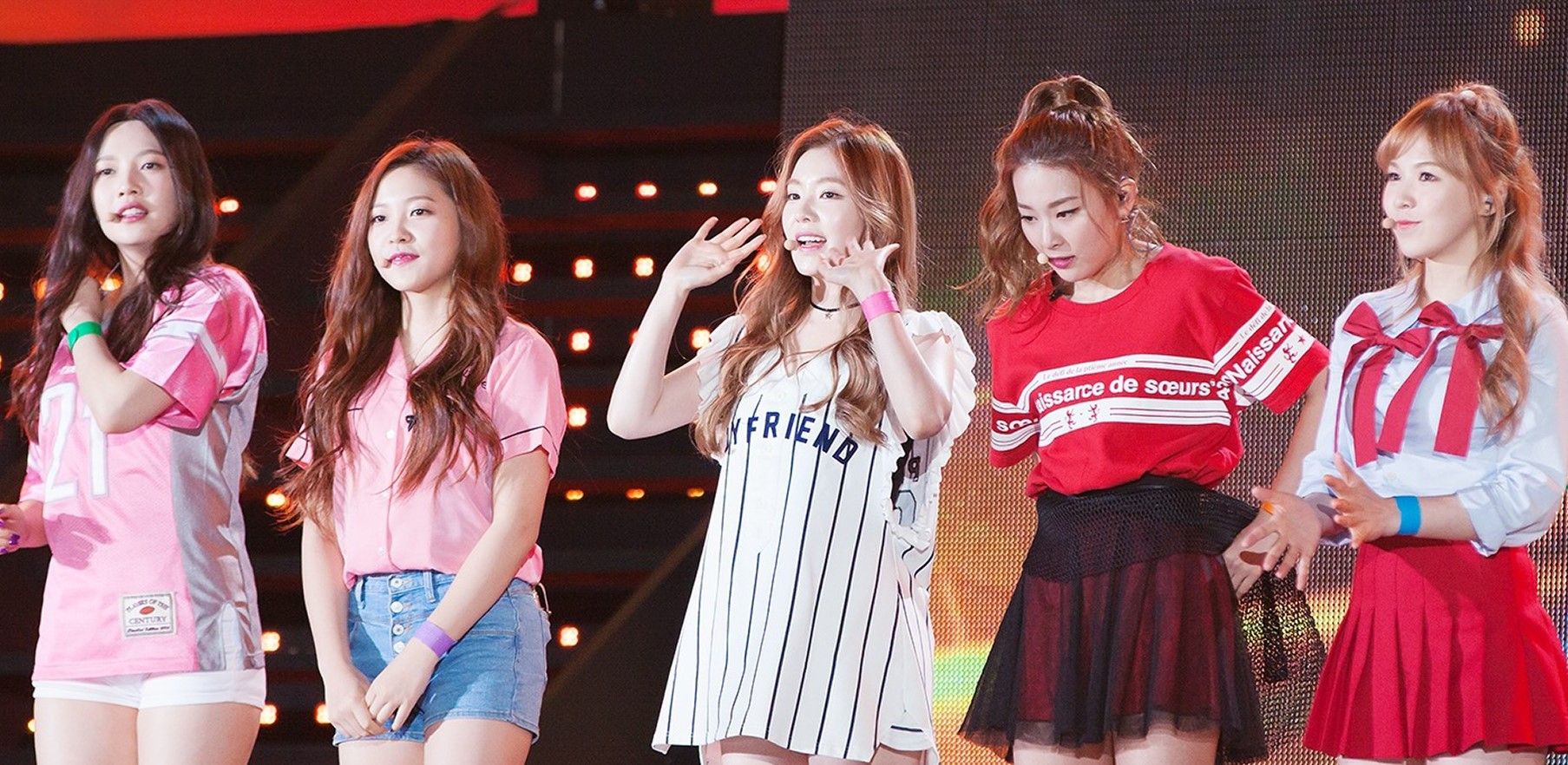
Red Velvet на концерті Incheon K-pop Hallyu в жовтні 2015 року

9 вересня 2015 року гурт випустив свій перший студійний альбом The Red, який також став критично і комерційно успішним. Джефф Бенджамін із «Білборду» похвалив The Red як «вражаючий, солідний дебютний альбом», котрий «вказує на великі перспективи для гурту, який має йти по стопах своїх улюблених жіночих колег по лейблу Girls' Generation та f(x)». Альбом дебютував на перших рядках у світовому Billboard World Albums Chart і південнокорейському Gaon Album Chart, а також з'явився в списку «10 найкращих K-Pop-альбомів 2015 року» за версією «Білборд». Головний сингл «Dumb Dumb» посів друге місце в чарті Gaon Digital Chart і третє в Billboard World Digital Songs та очолив список «20 найкращих K-pop-треків 2015 року» за версією Dazed. Музичний відеокліп на «Dumb Dumb» став єдиним неангломовним записом у рейтингу Rolling Stone «10 найкращих музичних відеокліпів 2015 року». 18 грудня 2015 року Red Velvet взяли участь у спеціальному різдвяному проєкті SM Entertainment під назвою Winter Garden, випустивши цифровий сингл «Wish Tree».

### 2016—2017:The Velvet,Russian Rouletteі комерційний успіх

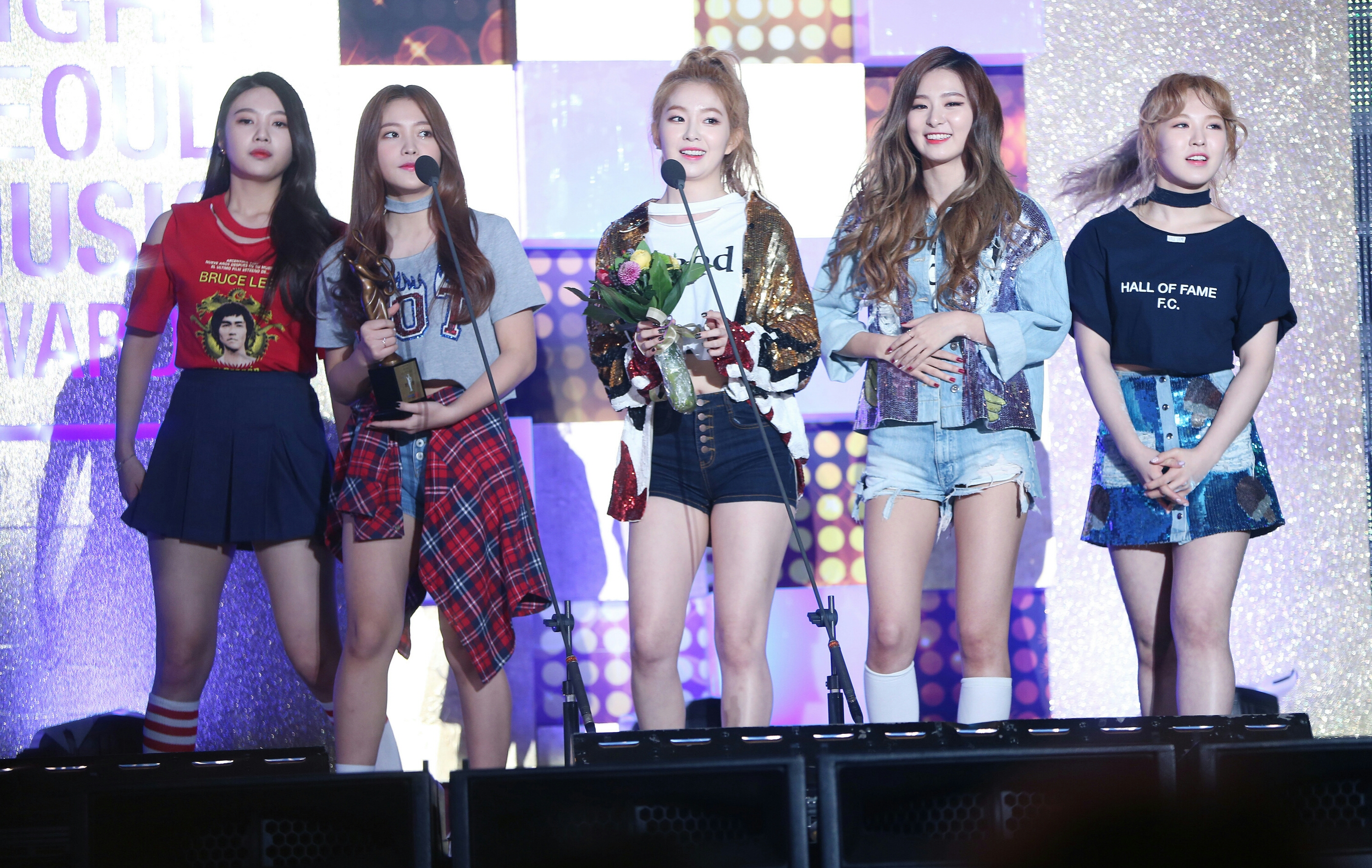
Red Velvet на 25-тій церемонії вручення Seoul Music Awards у січні 2016 року

Другий мініальбом Red Velvet The Velvet мав вийти 16 березня 2016 року, однак SM Entertainment відклав випуск музичного відеокліпу та альбому, «щоб гарантувати високу якість роботи». Мініальбом і його головний сингл «One of These Nights» (кор. 7월 7일) були випущені 17 березня. The Velvet продемонстрував м'якшу та більш зрілу «оксамитову» сторону гурту із впливом R&B — це була пряма протилежність The Red, котрий втілював яскраву та сміливу «червону» сторону. 2 травня Red Velvet випустили пісню «Yossism» для саундтреку дитячого мультсеріалу Telemonster. Третій мініальбом гурту Russian Roulette вийшов 7 вересня 2016 року. Він складався із семи треків включно з однойменним головним синглом. 13 вересня 2016 року Red Velvet із «Russian Roulette» перемогли на музичному шоу The Show. Пісня посіла друге місце в хіт-парадах Gaon Digital Chart і Billboard World Digital Songs, ознаменувавши новий рекорд колективу.

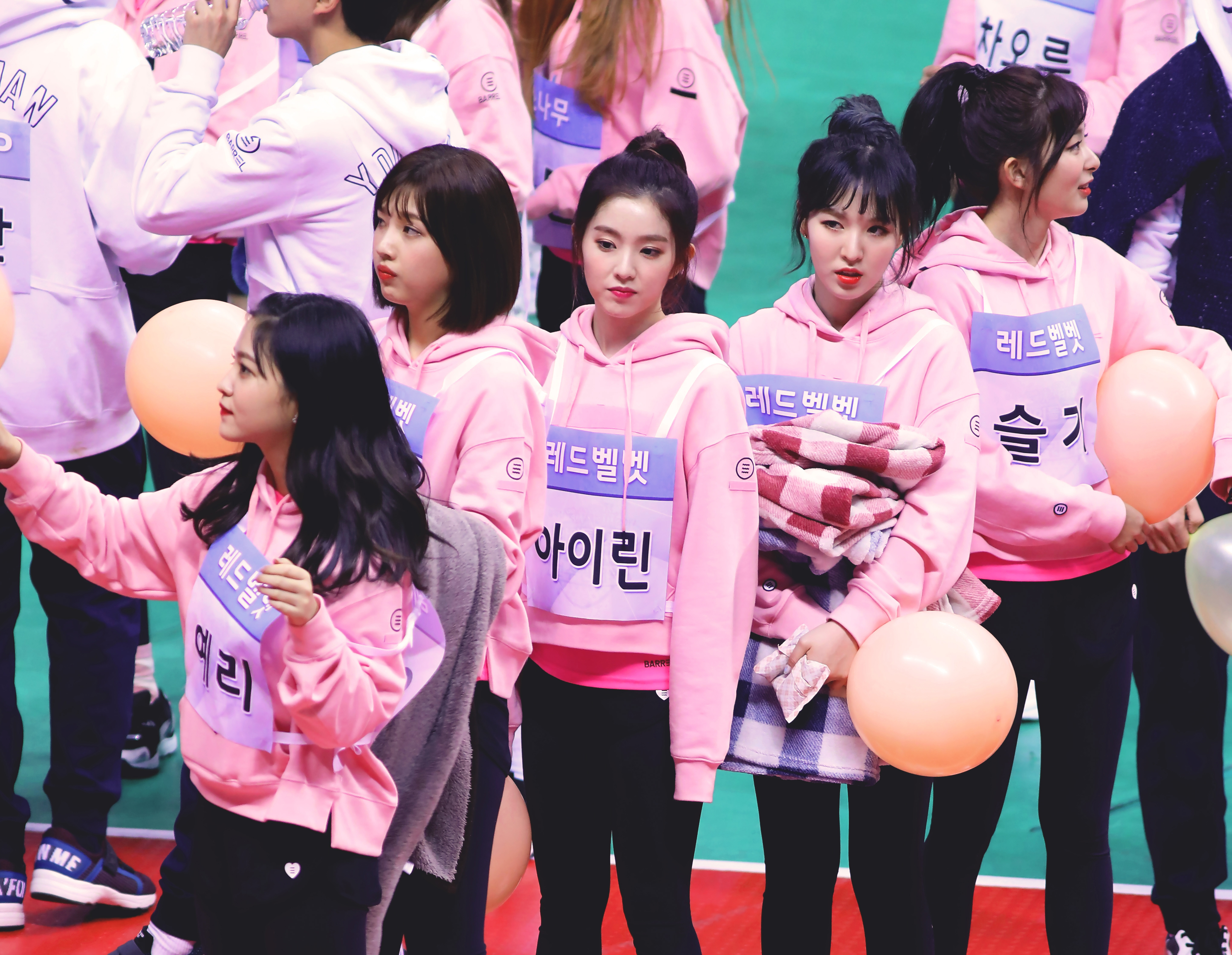
Red Velvet відвідують чемпіонат «Атлетичні змагання айдолів» 2017 року

1 лютого 2017 року Red Velvet випустили мініальбом із шести композицій Rookie, що включав однойменний головний сингл та сольний трек Венді «Last Love» (кор. 마지막 사랑). Він очолив тижневий Gaon Album Chart і світовий Billboard World Albums. 7 лютого гурт із «Rookie» переміг на The Show, а згодом — на Show Champion, M Countdown, Music Bank та Inkigayo. 31 березня дівчата випустили перший сингл для проєкту SM Station 2 «Would U». З 27 липня по 10 вересня Red Velvet знялися у своєму першому телевізійному 23-серійному реаліті-шоу Level Up Project!, у якому демонструвалися кадри їхньої подорожі до Таїланду. У шоу була відсутня Джой, яка знімалася в драмі «Брехун і його коханка» у головній жіночій ролі. 9 липня Red Velvet випустили свій перший літній мініальбом The Red Summer із головним синглом «Red Flavor» (кор. 빨간 맛). Альбом мав комерційний успіх, очолив Gaon Album Chart і World Albums. Це був третій реліз Red Velvet, який посів перше місце у World Albums, що стало рекордом для жіночих K-pop-гуртів. Крім того, «Red Flavor» дебютував на вершині Gaon Digital Chart, а інші чотири пісні з альбому увійшли до топ-50 чарту.
У серпні 2017 року Red Velvet випустили відредаговану версію пісні Юн Джонсіна «Rebirth» для SM Station. 18 серпня гурт провів свій перший сольний концерт туру Red Room в Сеулі перед 11-тисячною аудиторією. Хоча спочатку планувалися концерти два дні поспіль, через попит додали третє шоу. 4 жовтня SM Entertainment оголосила на своєму японському вебсайті, що гурт вперше виступить у Японії. Концерт Red Velvet Premium Showcase F'U'N Room Reveluv-Baby Party відбувся в Yebisu Garden Hall у Токіо 6 листопада. Дівчата вперше виконали японські версії пісень «Dumb Dumb» і «Red Flavor».
Red Velvet повернулися до свого «оксамитового» образу, випустивши другий студійний альбом Perfect Velvet 17 листопада 2017 року з головним синглом «Peek-a-Boo». На відміну від першого «оксамитового» релізу, альбом і сингл були комерційно успішними. Perfect Velvet посів вершину Billboard World Albums, а «Peek-a-Boo» — другий рядок у World Digital Songs, досягнувши рівня «Russian Roulette». У Південній Кореї альбом і сингл посіли друге місце в хіт-парадах Gaon Album Chart і Gaon Digital Chart. Завдяки релізам Rookie, The Red Summer і Perfect Velvet в одному році, а також популярності синглу «Red Flavor» і успіху альбомів за кордоном, квінтет досяг статусу «найкращого жіночого гурту» Південної Кореї. «Довголіття Red Velvet» підтвердилося, коли наклад Perfect Velvet склав понад 100 000 примірників, а «Peek-A-Boo» посів перше місце в музичній програмі Inkigayo в останній день свого просування.

### 2018: Міжнародне визнання таSummer Magic
29 січня 2018 року гурт випустив перевидання Perfect Velvet під назвою The Perfect Red Velvet. Окрім усіх пісень з альбому, воно містило три нові композиції включно з головним синглом «Bad Boy». Перевидання очолило Gaon Album Chart, а «Bad Boy» посів друге місце в Gaon Digital Chart. Також The Perfect Red Velvet дебютував на третьому рядку в чарті Billboard World Albums, тоді як «Bad Boy» — на другому у World Digital Songs. Окрім того, Red Velvet вперше увійшли до першої десятки хіт-параду Billboard Social 50 на дев'ятому місці. Альбом став першою появою гурту в Canadian Hot 100, де посів 87 позицію; таким чином колектив був сьомим K-pop-виконавцем і третім жіночим K-pop-артистом, котрий з'явився в чарті. Red Velvet просували «Bad Boy» на різних музичних шоу і здобули перемогу на Show Champion 8 лютого. У грудні «Білборд» назвав «Bad Boy» найкращою K-pop-піснею року.

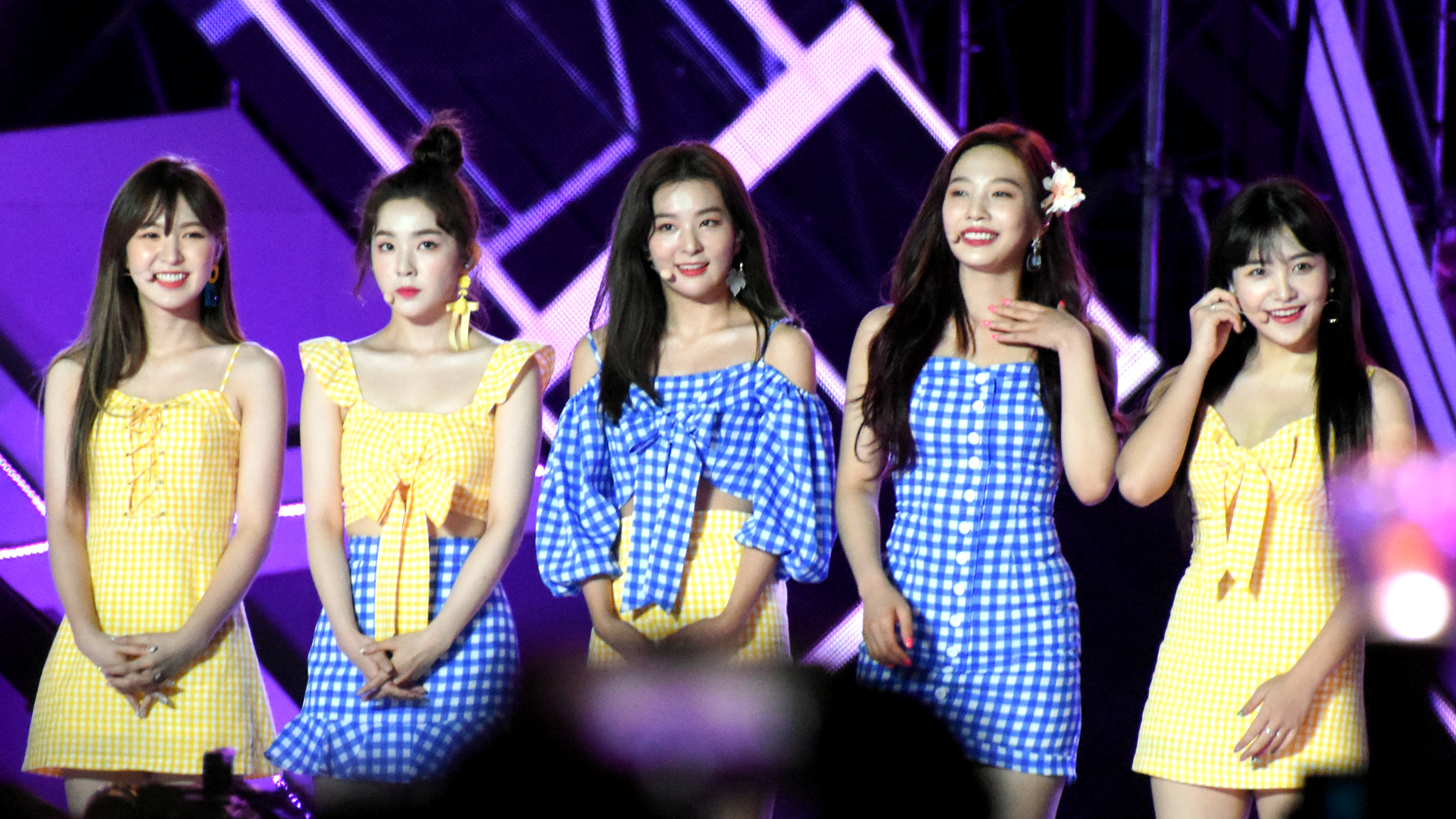
Red Velvet на фестивалі неба в аеропорту Інчхон 2 вересня 2018 року

Сольний концерт Red Velvet Red Room відбувся 28—29 березня в Токіо в палаці спорту Мусашіно Форест. На другий день гурт оголосив, що офіційний японський дебют станеться в липні. 1 квітня 2018 року Red Velvet разом з іншими відібраними південнокорейськими виконавцями виступили на концерті «Весна наближається» в Пхеньяні в Східопхеньянському Великому театрі, проведеному як частина ширшої дипломатичної ініціативи між Південною та Північною Кореями, серед глядачів якого був і Кім Чен Ин. Це зробило їх п'ятим ідол-гуртом та першим артистом SM Entertainment за п'ятнадцять років після Shinhwa, який коли-небудь виступав у Північній Кореї. Джой знову не була присутня через зйомки в драмі «Великий спокусник». 29 квітня Red Velvet провели свою першу зустріч із шанувальниками в театрі «Роузмонт» у Чикаго перед чотиритисячною аудиторією. Цей захід став першим сольним виступом жіночого K-pop-гурту в США з 2016 року. Пізніше, у травні та червні колектив дав концерти у ще шістьох японських містах, загальна відвідуваність яких сягнула 20 000 глядачів. Їхній дебютний японський мініальбом #Cookie Jar був випущений 4 липня 2018 року лейблом Avex Trax і складався із шести пісень, включно з японськими версіями «Dumb Dumb», «Russian Roulette» і «Red Flavor». Новими треками були «#Cookie Jar», «Aitai-tai» і «Cause It's You». Мініальбом дебютував на третьому місці в чарті Oricon Weekly Album і розійшовся тиражем 26 124 копій за перший тиждень.
19 липня 2018 року Red Velvet оголосили про повернення, а також про закінчення зйомок відеокліпу в Кьонґі. Пісні з майбутнього альбому були виконані на другому концерті гурту Redmare, що пройшов у Сеулі з 4 по 5 серпня. 6 серпня Red Velvet випустили свій другий літній мініальбом Summer Magic, який містить вісім композицій включно з одним бонус-треком та одним ексклюзивним треком для iTunes. Його головний сингл «Power Up» приніс дівчатам перший у їхній кар'єрі «perfect all-kill», тобто очолив усі щоденні та щотижневі хіт-паради Південної Кореї. Музичний відеокліп на «Power Up» став єдиним K-pop-кліпом у списку «Білборду» «50 найкращих музичних відеокліпів 2018 року». У вересні та жовтні гурт провів концерти в Бангкоці, Тайбеї та Сінгапурі як частину турне Redmare. 30 листопада Red Velvet випустили п'ятий мініальбом — RBB, що складався із шести композицій включно з головним синглом «RBB (Really Bad Boy)» та його англійською версією.

### 2019—2021: ТрилогіяThe ReVe FestivalтаQueendom

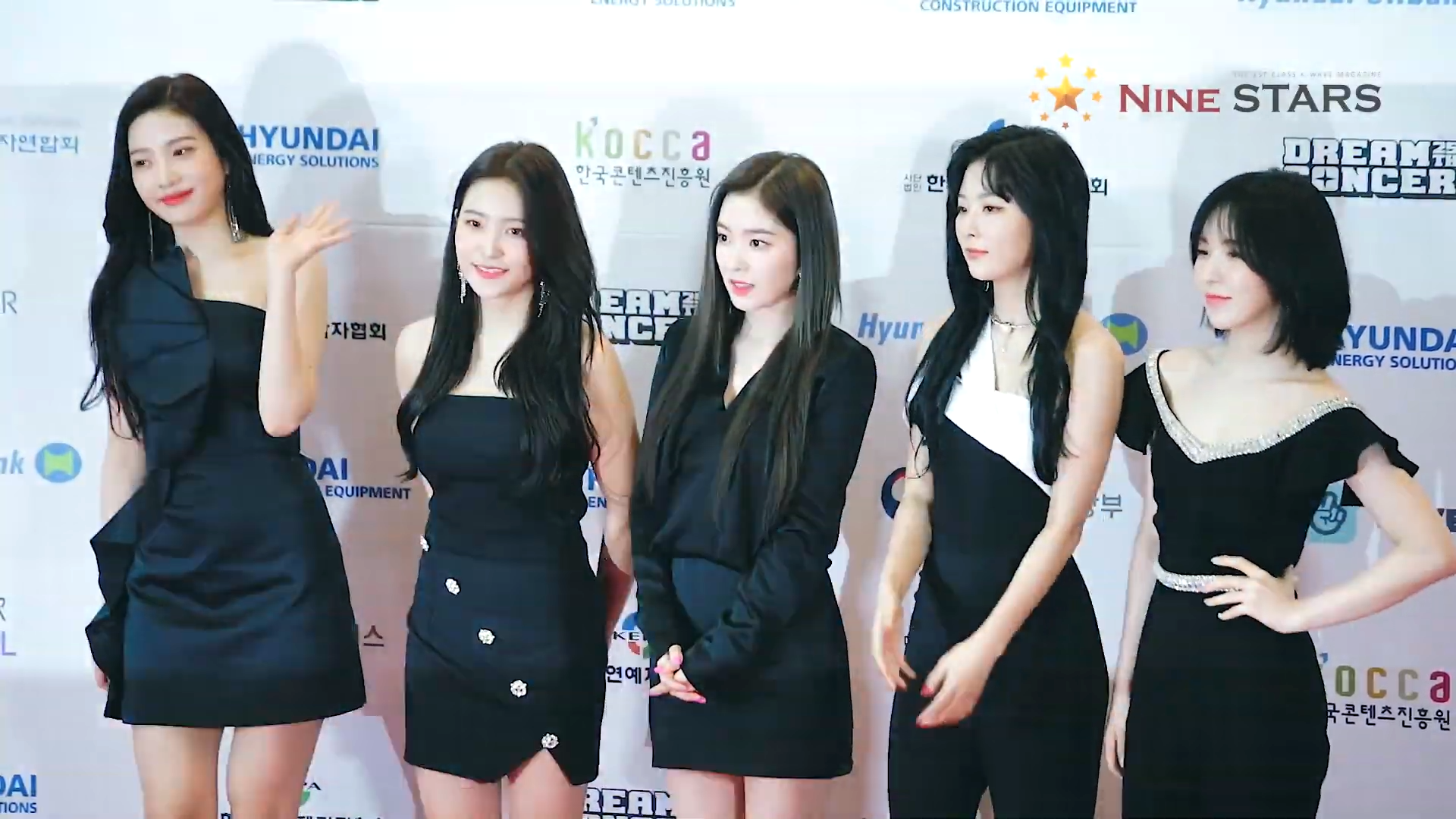
Red Velvet на Dream Concert 18 травня 2019 року

6 січня 2019 року Red Velvet випустили свій перший японський цифровий сингл «Sappy», а 20 лютого — «Sayonara». Обидва були включені до їхнього другого японського мініальбому Sappy, що вийшов 29 травня й містив японські версії «Peek-a-Boo», «Rookie» і «Power Up» та оригінальну пісню «Swimming Pool». У лютому Red Velvet розпочали північноамериканську частину турне Redmare. Вони дали концерти в Лос-Анджелесі, Далласі, Маямі, Чикаго та Ньюарку в США, а також у Торонто та Ванкувері в Канаді, ставши першим жіночим K-pop-гуртом за три роки, який провів північноамериканські гастролі. 5 квітня квінтет взяв учать у ремікс-версії пісні «Close to Me» Еллі Голдінг та Diplo, до якої учасниці Єрі та Венді написали корейські тексти. Пісня перемогла в категорії «Електронна/танцювальна пісня» на Teen Choice Awards 2019 року.
19 червня Red Velvet випустили мініальбом The ReVe Festival: Day 1, який містив головний сингл «Zimzalabim» і став першою частиною трилогії The ReVe Festival. CD-версія мініальбому посіла вершину хіт-параду Gaon Album Chart і продалася накладом 156 993 платівок до кінця 2019 року в Кореї. За ним 20 серпня вийшов другий мініальбом із серії, The ReVe Festival: Day 2 разом із головним треком «Umpah Umpah», який також мав комерційний успіх і очолив альбомний чарт. CD-версія Day 2 увійшла в місячний Gaon Album Chart із 107 554 проданими копіями, ставши четвертим найуспішнішим альбомом за серпень та п'ятдесят першим за рік із загальною кількістю 111 654 проданих платівок. Того ж місяця Red Velvet випустили пісню «See the Stars» саундтреку драми «Готель дель Луна». 26 листопада «Umpah Umpah» перемогла в категорії «Пісня року» на Asia Artist Awards. 23 грудня вийшло перевидання двох попередніх мініальбомів та за сумісництвом останній реліз трилогії, The ReVe Festival: Finale із синглом «Psycho». У листопаді 2020 року «Psycho» отримав платиновий сертифікат від Корейської асоціації музичного контенту (KMCA) за досягнення 100 мільйонів прослуховувань. Для просування трилогії The ReVe Festival гурт вирушив у третє турне La Rouge, яке розпочалося 23—24 листопада в Сеулі. Однак, 25 грудня 2019 року під час сольної репетиції на сцені SBS Gayo Daejeon з Венді стався нещасний випадок: через недотримання загальних заходів безпеки при проєктуванні сцени, відсутність пересувних сходів на місці виступу та недостатнє освітлення, вона впала з висоти приблизно 2,5 метри та отримала серйозні травми; її відновлення зайняло декілька місяців.
2020 року Red Velvet були представлені в музичному мультфільмі «Тролі 2: Світове турне» у вигляді K-pop-тролів, де виконали пісню «Russian Roulette». 21 серпня гурт випустив кавер на пісню «Milky Way» співачки БоА як сингл та частину організованого SM Station проєкту, присвяченого 20-річчю дебюту БоА. Також реліз ознаменував часткове повернення Венді до колективу через вісім місяців після нещасного випадку. 17 жовтня Red Velvet випустили пісню «Future» для саундтреку до драми «Стартап».
1 січня 2021 року після однорічної перерви через травму Венді Red Velvet повернулися у складі п'яти учасниць та взяли участь в онлайн-концерті SM Town Live Culture Humanity в прямому ефірі. 16 серпня вони випустили шостий корейський мініальбом Queendom разом з однойменним головним синглом. У Південній Кореї мініальбом посів другий рядок у Gaon Album Chart, а також 17 місце в UK Digital Albums (Сполучене Королівство) та 41 в Billboard Japan Hot Albums (Японія). У США Queendom дебютував на 16 та 11 місцях у Billboard Heatseekers Albums та World Albums відповідно.

### 2022—дотепер:The ReVe Festival 2022,Bloom, турне R to V,Chill KillтаCosmic
21 лютого 2022 року було оголошено, що 19—20 березня Red Velvet проведуть спеціальний концерт під назвою The ReVe Festival: Prologue. Захід було відкладено, оскільки 14 березня Айрін, Джой та Єрі отримали позитивний результат тесту на COVID-19. 21 березня дівчата випустили мініальбом The ReVe Festival 2022 — Feel My Rhythm разом із головним синглом «Feel My Rhythm» як продовження їхньої трилогії The ReVe Festival 2019 року. Станом на 20 березня 2022 року The ReVe Festival 2022 — Feel My Rhythm отримав 516 866 попередніх замовлень, що є рекордом за кар'єру Red Velvet. Мініальбом посів друге місце в хіт-параді Gaon Album Chart у випуску від 20–26 березня 2022 року, а згодом очолив його від 10–16 квітня. Станом на квітень 2022 року було продано 653 610 платівок The ReVe Festival 2022 — Feel My Rhythm у чарті Gaon, що зробило його найпродаванішим фізичним релізом Red Velvet за всю їхню кар'єру. Він отримав подвійний платиновий сертифікат за продаж понад 500 000 фізичних копій.
Перший японський студійний альбом Red Velvet Bloom та його головний трек «Wildside» вийшли 6 квітня 2022 року. Bloom дебютував на п'ятому місці в японському тижневому хіт-параді Oricon Albums Chart у випуску від 4—10 квітня. Також він посів другий рядок у щоденному альбомному чарті та в Billboard Japan Hot Albums. 28 листопада Red Velvet випустили мініальбом The ReVe Festival 2022 — Birthday разом із головною піснею «Birthday». 14 грудня гурт випустив спільний сингл «Beautiful Christmas» із колегами по лейблу Aespa для альбому SM Town 2022 Winter SM Town: SMCU Palace.
У квітні 2023 року Red Velvet вирушили у своє четверте концертне турне R to V, що розпочалося на Олімпійській гімнастичній арені Сеулу та тривало до червня. У вересні лейбл підтвердив, що Red Velvet випустять третій повноформатний альбом у листопаді, котрий стане їхнім першим корейським студійним альбомом за шість років після Perfect Velvet. Chill Kill вийшов 13 листопада і містив десять композицій включно з однойменним головним треком. Спочатку він посів друге місце в хіт-параді Circle Album Chart у випуску від 19—25 листопада, а згодом піднявся на перше від 17—23 грудня, ставши тринадцятим релізом № 1 у кар'єрі Red Velvet. 31 грудня 2023 року Айрін, Сильґі та Венді виступили на новорічному зворотньому відліку в маєтку Bonifacio Global City (BGC) в Тагізі (Філіппіни).
24 червня 2024 року Red Velvet випустили мініальбом Cosmic разом з однойменним синглом і відеокліпом на нього. 11 червня SM Entertainment оголосив, що Red Velvet вирушать у ювілейний фан-тур Happiness: My Dear, ReVe1uv 3 серпня в Сеулі. Однак, через високий попит і розпродаж усіх квитків на початкові дати агенство додало ще один виступ 2 серпня. 1 серпня в день своєї десятої річниці Red Velvet випустили нову версію Cosmic, Cosmie version, з додаванням спеціальної, присвяченої шанувальникам пісні «Sweet Dreams».
4 квітня 2025 року стало відомо, що Венді та Єрі покинули SM Entertainment після закінчення терміну дії своїх ексклюзивних контрактів, проте вони залишилися учасницями Red Velvet та братимуть участь у всіх майбутніх заходах гурту.

## Учасниці

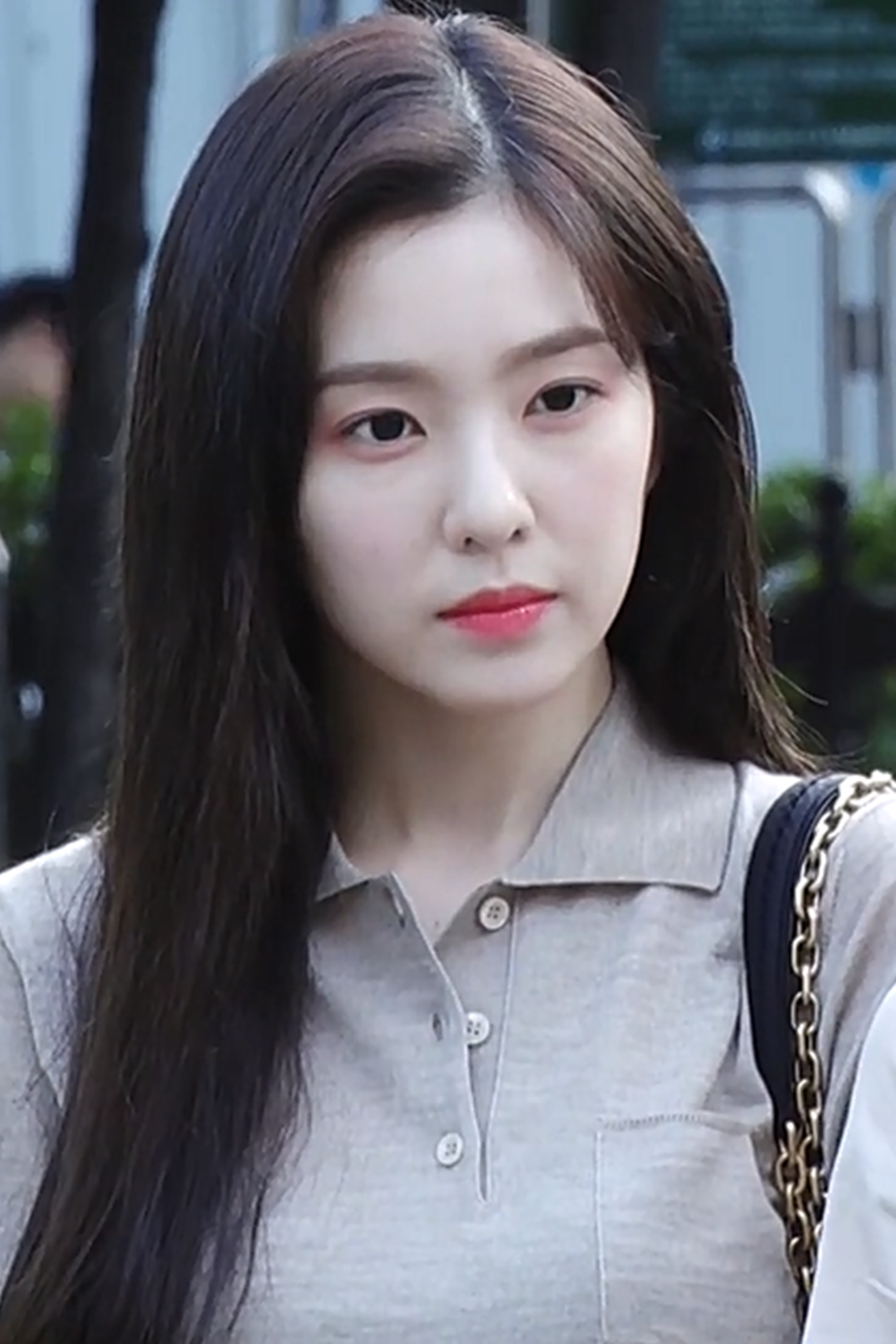
Айрін
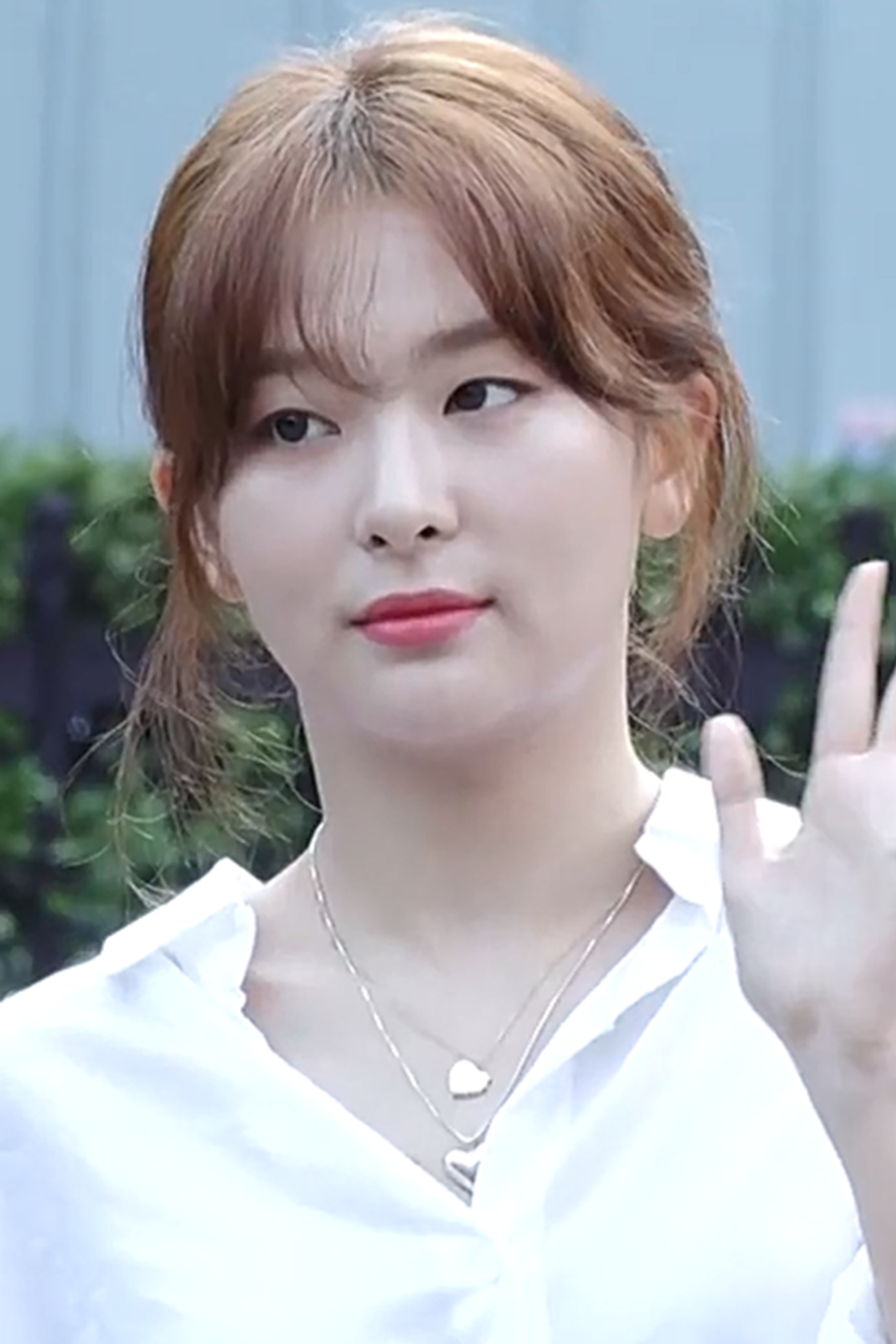
Сильґі
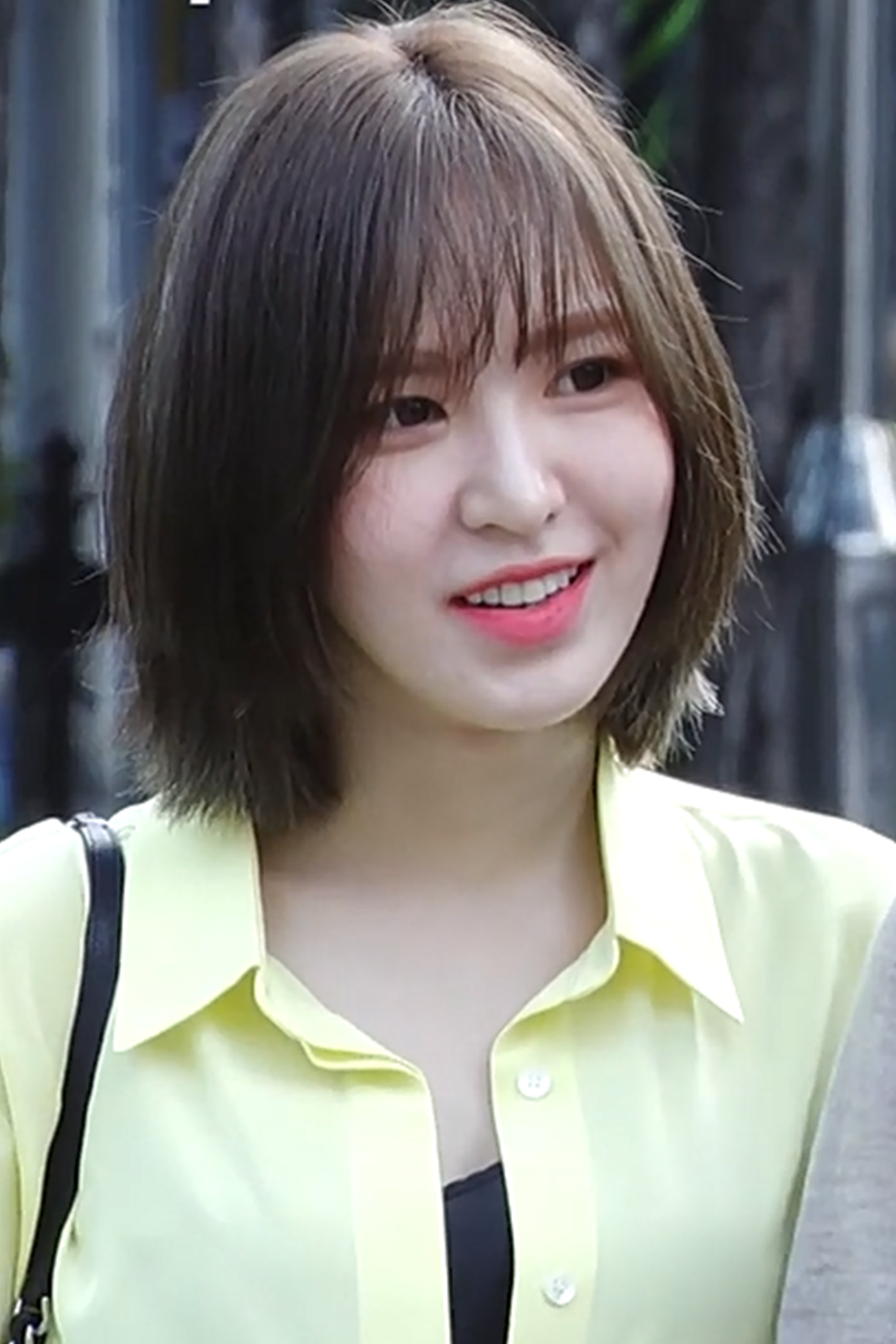
Венді[en]
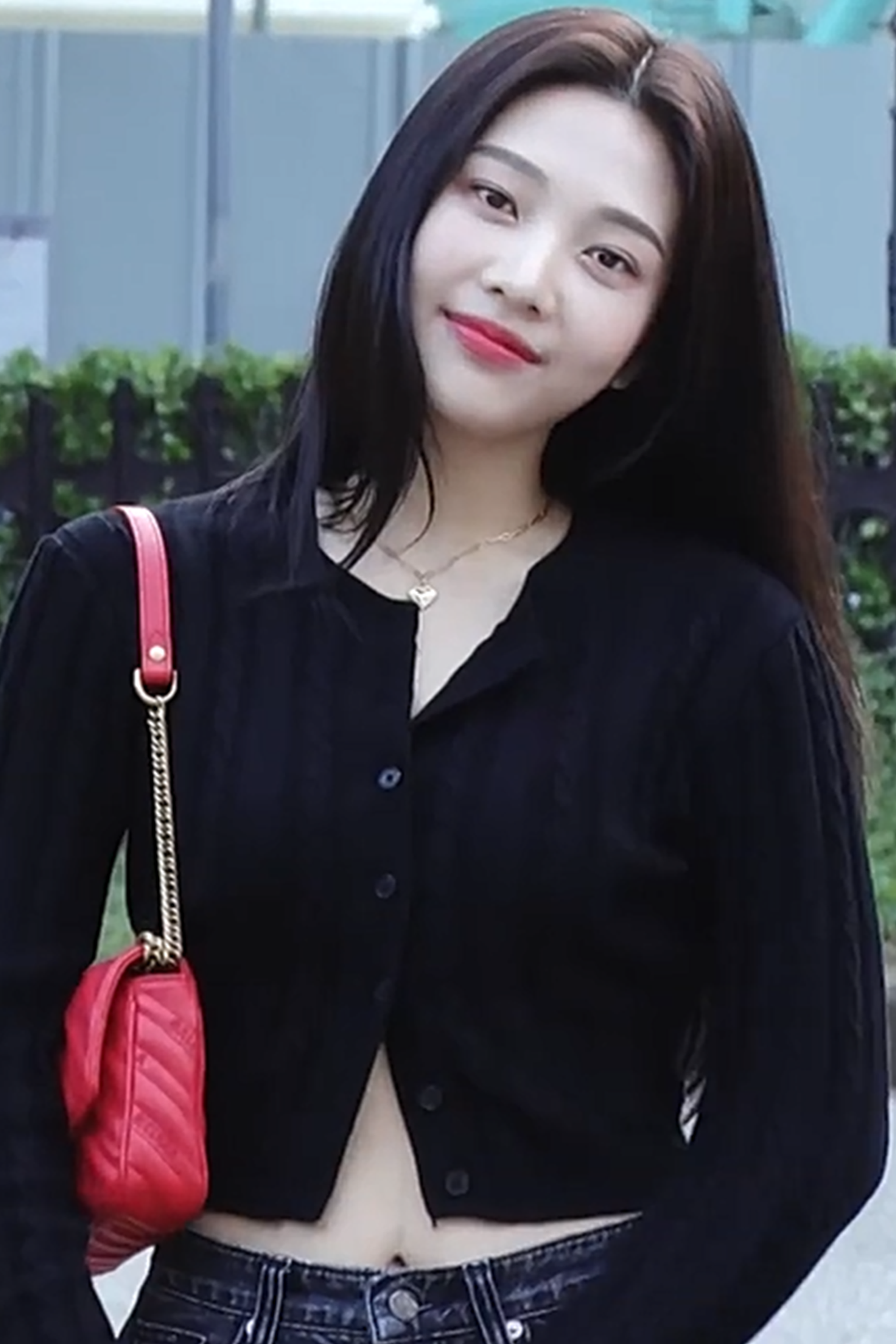
Джой[en]
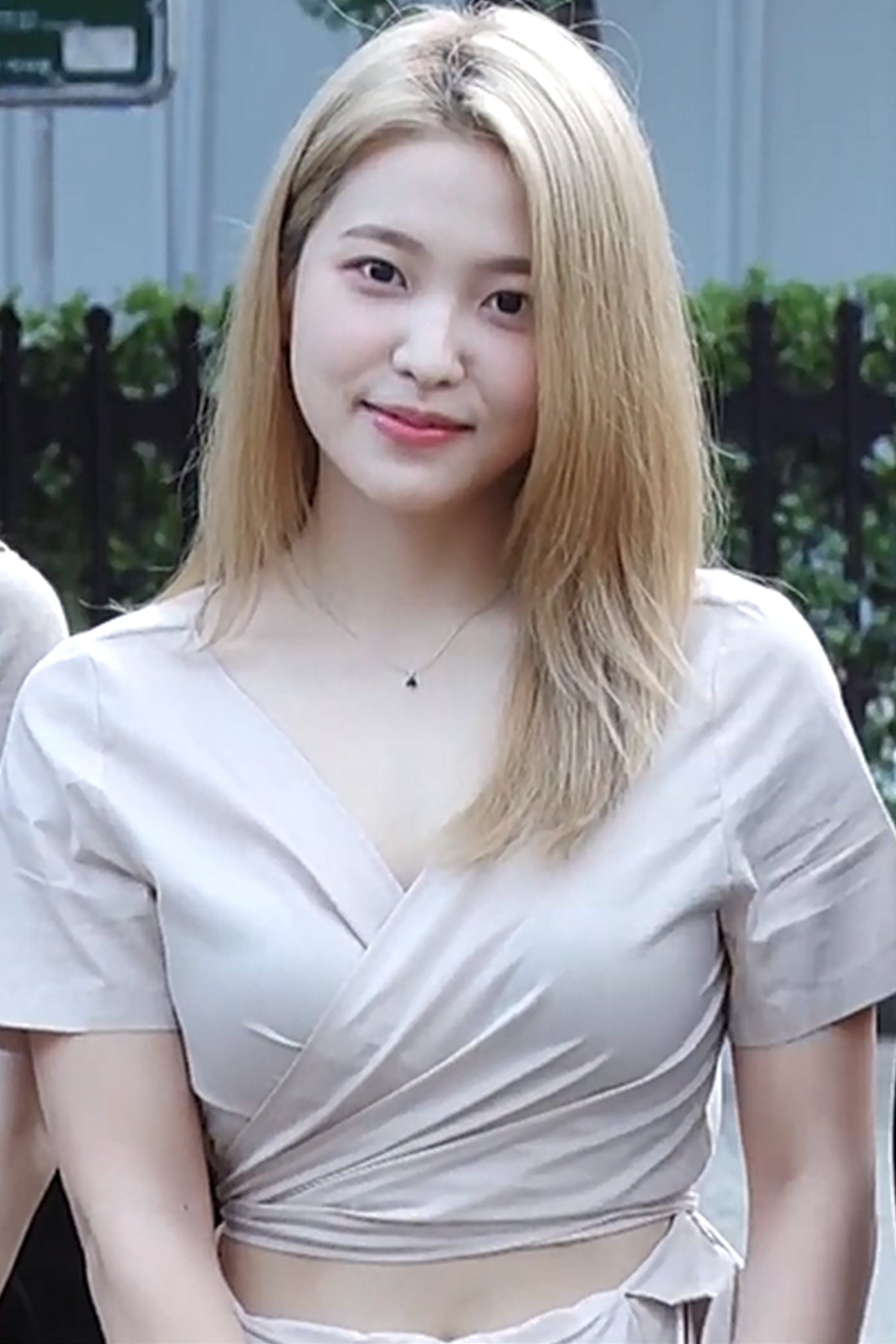
Єрі

| Сценічний псевдонім | Сценічний псевдонім | Справжне ім'я | Справжне ім'я | Дата народження           | Позиція у гурті                                                           |
| Українською         | Хангиль             | Українською   | Хангиль       | Дата народження           | Позиція у гурті                                                           |
| ------------------- | ------------------- | ------------- | ------------- | ------------------------- | ------------------------------------------------------------------------- |
| Айрін               | 아이린              | Пе Джухьон    | 배주현        | 29 березня 1991 (34 роки) | Лідер, головна реперка, ведуча танцюристка, саб-вокалістка, віжуал, центр |
| Сильґі              | 슬기                | Кан Сильґі    | 강슬기        | 10 лютого 1994 (31 рік)   | Головна танцюристка, ведуча вокалістка                                    |
| Венді               | 웬디                | Сон Синван    | 손승완        | 21 лютого 1994 (31 рік)   | Головна вокалістка                                                        |
| Джой                | 조이                | Пак Суйон     | 박수영        | 3 вересня 1996 (28 років) | Ведуча реперка, саб-вокалістка                                            |
| Єрі                 | 예리                | Кім Єрім      | 김예림        | 5 березня 1999 (26 років) | Саб-вокалістка, саб-реперка, макне                                        |

## Підрозділи та сольні релізи
21 квітня 2020 року SM Entertainment оголосив про формування першого підрозділу Red Velvet, Red Velvet — Irene & Seulgi, до складу якого увійшли Айрін та Сильґі. 6 липня дует випустив дебютний мініальбом Monster.
Першою сольно дебютувала Венді; її мініальбом Like Water вийшов 5 квітня 2021 року. Другою соло отримала Джой, випустивши свій дебютний мініальбом Hello 31 травня того ж року. Третьою сольною виконавицею стала Сильґі, яка випустила свій перший мініальбом 28 Reasons 4 жовтня 2022 року. Наступною сольно дебютувала Айрін з мініальбомом Like a Flower 26 листопада 2024 року.

## Музичний стиль
Музика та публічний образ Red Velvet базуються на контрастних «червоній» та «оксамитовій» сторонах гурту. «Червона» сторона яскрава, світла, смілива та грайлива,  переважно відповідає жанру попмузики. Наприклад, європоп-пісня «Happiness» (2014) поєднує в собі «інтенсивну мелодію синтезаторів» та елементи африканського племінного ритму, а її текст розповідає про те, як можна відчути себе сильнішим та більше любити себе, цінуючи маленькі радості в житті. Сингл «Ice Cream Cake» (2015) є денс-рок-композицією з елементами баблгам-попу і драм-енд-бейсу, яку Джефф Бенджамін із «Білборду» похвалив як «енергійну, солодку попцукерку», а Джейкоб Дороф із журналу Spin — як «насолоду настільки несподівану, наскільки й непередбачувану». Однойменний мініальбом, на думку Бенджаміна, добре справляється зі встановленням двох сторін музичної ідентичності гурту за допомогою синглів «Ice Cream Cake» і «Automatic». Дебютний альбом Red Velvet, а також перший із повністю «червоною» концепцією, The Red (2015), був названий «можливо, найсильнішим K-pop-альбомом». Його сингл «Dumb Dumb» (2015) в жанрі денс-поп описали як химерну, з невизначеною структурою, але захопливу поппісню, чий текст розповідає про дівчину, яка перетворюється на «дурня» і почувається ніяково перед коханим; на думку оглядача з «Білборд», «судомна» композиція чудово поєднується зі збентеженими емоціями. Електропоп-пісня з ретро-звучанням «Russian Roulette» (2016) була охарактеризована як «найзріліший червоний головний трек» гурту.
Наступні «червоні» мініальбоми The Red Summer (2017) та Summer Magic (2018) були створені в літній концепції та мали успіх, через що деякі критики назвали Red Velvet «королевами літа». Сингл із першого з них, «Red Flavor» (2017), характеризується як електропоп із «драматичними синтезаторами та ударною мелодією», чий текст зосереджений на темі «літнього кохання з фруктовим смаком», та отримав похвалу за «весело-співливу мелодію», яка, за словами Джеффа Бенджаміна з Fuse, є однією з найдоступніших мелодій Red Velvet; ця пісня визнана «візитівкою» гурту. Сингл із другого з них, «Power Up» (2018), містить елементи чиптюну. Експериментальна електропоп-композиція «Zimzalabim» (2019), у якій змінюються різноманітні жанри (фанк, EDM, хіп-хоп), отримала змішані відгуки від критиків: одні вважали її «незначущим моментом» у кар'єрі гурту, інші — «звуковою поїздкою на американських гірках». Денспоп-сингл «Queendom» (2021) описується як бадьора, з невимушеною та чарівною атмосферою, але менш експериментальна пісня, яку одні оглядачі вважали «ідеальним треком» для повернення, а інші — «найслабшою» в кар'єрі квінтету. Характерними елементами «червоних» релізів є яскраві кольори, бадьорий темп і «майже безглузді образи», до того ж більшість із них мають літню концепцію.
«Оксамитова» половина музики м'яка, зріла, елегантна та сповнена «відьомської атмосфери». Пісні з цією концепцією — це насамперед R&B та балади. Сингл «Be Natural» (2014) містить неосоул із джазовою композицією та хіп-хоп-ритмами. «Automatic» (2015) описується як «повільно-палаючий R&B-джем у стилі Джанет Джексон», що представляє Red Velvet як «спекотних сирен». Перший «оксамитовий» мініальбом квінтету The Velvet (2016) містить переважно R&B та має більш «приглушене» звучання, порівняно з попередніми релізами гурту. Його сингл «One of These Nights» (2016) характеризується як R&B-балада, чий сюжет заснований на корейській народній казці про закоханих Кьону та Джінньо, яких розлучили й дозволили зустрічатися лише раз на рік — на сьомий день сьомого місяця за місячним календарем, звідки й походить корейська назва пісні «7 липня» (кор.: хангиль: 7월 7일, СК: 7 воль 7 іль).
Другий «оксамитовий» реліз Perfect Velvet (2017), окрім традиційних для гурту стилів, поєднує композиції в жанрах ню-диско, ф'юче-бейс, соул та хіп-хоп, а його головний трек «Peek-a-Boo» (2017) містить елементи тропікал-хаусу. Сон Міґьон з Osen назвав перехід Red Velvet від «червоної» до «оксамитової» сторони сміливим кроком, який демонструє зростання гурту як артистів, тоді як Чон Джівон написав, що завдяки цьому релізу колектив довів — «оксамит» не обмежується лише повільними треками, та може бути виражений як «глибока танцювальна пісня». За словами Тамар Герман із «Білборду», сингл «Bad Boy» (2018) є «найтемнішою» піснею в дискографії Red Velvet, а в перевиданні The Perfect Red Velvet (2018) учасниці «обіграли свої плавніші ретро-схили». Окрім того, вона назвала пісню та альбом «загальним відображенням „оксамитової“ сторони» квінтету. У третьому мініальбомі із даною концепцією, RBB (2018), присутні пісні в жанрах поппанк і сучасний урбан. За словами дописувача The Mary Sue Бенедетти Ґеддо, в «оксамитових» релізах Red Velvet «завжди на 100 % виглядають як шабаш відьом, готовий накласти на вас незламне прокляття». Однак, більшість альбомів із даною концепцією ставали менш комерційно успішними, ніж «червоні».
Гурт часто експериментує з іншими жанрами, а в деяких композиціях Red Velvet обидві «половини» музики поєднуються, як-от у «Psycho» (2019) — R&B-треку з елементами трепу та класичної музики, який Кім Дохон із IZM охарактеризував як «покращену версію „Bad Boy“». Іншим прикладом змішування концепцій є денс-поп-сингл «Chill Kill» (2023), котрий характеризується «важким басом, струнними мелодіями, мрійливими синтезаторами та дзвоновим ритмом», а його текст «виражає розповідь про кохання й тугу за іншою людиною навіть у розпал трагедії, коли тихий світ перевернувся з ніг на голову». Сон Міґьон із видання Kookmin Ilbo зазначає, що музика Red Velvet не просто протиставляє «танець» і «баладу», але й змішує елементи численних жанрів, котрі роблять її не складнішою, а цікавішою. Також рецензент згадує «химерні та жартівливі тексти життєрадісних і стрімких пісень» гурту. Red Velvet співають пісні корейською, англійською та японською (у японських релізах) мовами.

## Публічний образ
Подвійний образ Red Velvet впливає на стиль учасниць. Для «червоної» сторони вони зазвичай одягаються в барвистий, дівочий одяг, наприклад, у вбрання чирлідерок у «Happiness», пастельні светри та спідниці в «Ice Cream Cake», червоні або блакитні «солодкі» лялькові сукні в «Dumb Dumb» і «Rookie» відповідно, чи спортивні костюми та тенісні спідниці в «Russian Roulette». У відеокліпі на «Power Up» дівчата одягнені в жіночу скаутську форму та ситцеві мінісукні, а в «Umpah Umpah» — у вуличний одяг. Для «оксамитової» сторони дівчата одягаються більш зріло, приміром, у костюми в «Be Natural» та «Automatic», в останньому з яких присутній вплив моди 1970-х, зокрема принти «гусячі лапки» та великі сережки. У відеокліпі на «Peek-a-Boo» виділяються сукні, прикрашені райдужними паєтками, та червоні вбрання з тканинними коронами. В образах із «Bad Boy» присутнє натхнення панком — ажурні колготки, великі сережки-кільця, срібні ланцюги, чорні черевики та шкіряні штани. У «Psycho» примітні два наряди: довгі білі вуалі поверх примарно-білих (у випадку з Венді — чорною) суконь та «розкішні мереживні костюми, підкреслені аксесуарами високої моди», за які дописувач Ґабі Ґлорія з Teen Vogue назвала це повернення Red Velvet «одним із найелегантніших і найвишуканіших на сьогодні». Аналогічні стилістичні відмінності помітні й у музичних відеокліпах, наприклад, в барвистому «Ice Cream Cake» дівчата виконують швидку хореографію, тоді як в темнішому «Automatic» квінтет демонструє чуттєву хореографію за тьмяно освітленим обіднім столом.
На думку рецензентки The Mary Sue Бенедетти Ґеддо, завдяки загальній кінематографічній роботі музичних відеокліпів п'ятеро учасниць у різних образах двох «сторін» виглядають як два зовсім різні гурти. Вона додає, що хоча, на перший погляд, ці дві концепції виглядають абсолютно різними, між ними набагато більше спільного, ніж здається. «Червоні» пісні веселі та яскраві, але в них завжди відчувається відтінок неспокою, «ніби ви за хвилину від того, щоб відвернутися від Єрі, яка обговорює виноград у „Red Flavor“, і виявити сцену вбивства». Відчуття того, що «щось тут не так», стає в центр уваги в «оксамитових» поверненнях, роблячи ці дві концепції «двома сторонами однієї медалі». Ґеддо вважає це перевагою Red Velvet і «ключем», якого не вистачає багатьом виконавцям, які намагаються мати подвійну концепцію.
Коментуючи «миловидний» образ Red Velvet, Сон Міґьон з KookMin Ilbo доходить висновку, що він трохи відрізняється від інших жіночих гуртів: «дівчата знають, як бути милими, але не сором'язливими». Оглядач пише, що в індустрії, де очікується, що дівочі колективи будуть найкращими, «Red Velvet не звертаються до слухача, а зводять бар'єр перед ним… Вони вважають себе милими, але не хочуть використовувати це, щоб завоювати прихильність інших». Сон закінчує свій огляд роздумом:
|  | Вони талановиті та чарівні артистки, які не потребують послуг. Це трохи не вписується в нинішню тенденцію серед ідолів, особливо жіночих гуртів, котрі намагаються бути ближчими до своїх шанувальників. Таким чином, можна подумати, що ставлення Red Velvet консервативне. Але щоразу, коли я бачу поступове падіння статусу ідолів, я починаю замислюватися: а що, якщо Red Velvet зберігають свою самооцінку як виконавців, тримаючись на відстані від своїх слухачів? Чи можна назвати такий вибір просто старомодним? |

## Визнання
Red Velvet хвалили за те, що вони ламають стереотипи про популярні дівочі гурти Кореї, чиї концепції, як правило, підпадають під дві категорії — «милі та чисті» або «сексуальні». Тейлор Ґлесбі з Dazed Digital зазначає, що в країні, де фан-бази жіночих гуртів переважно складаються з чоловіків, більшість шанувальників Red Velvet — це молоді жінки. Журнал IZE назвав колектив однією з успішних жіночих фігур, які допомогли змінити «пасивний образ» корейських жінок. У лютому 2018 року журнал «Тайм» назвав Red Velvet одним з найкращих K-pop-гуртів, підкресливши їх різнобічний музичний стиль. Джанель Окводу з Vogue написала, що протягом усієї своєї кар'єри «схвалений критиками південнокорейський жіночий гурт домінував у чартах завдяки своєму новаторському попзвучанню». За даними «Білборд» Red Velvet були загальним улюбленим K-pop-колективом 2018 року серед кожної статі та сексуальної ідентичності на популярному інтернет-форумі Reddit. Популярність Red Velvet у себе на батьківщині була відзначена журналом «Форбс», який помістив їх на одинадцяте та п'яте місця в рейтингу Korea Power Celebrity у 2018 та 2019 роках відповідно.
Red Velvet протягом трьох місяців очолювали «Рейтинг репутації бренду дівочих гуртів», опублікований Корейським інститутом досліджень корпоративної репутації. Наприкінці 2019 року «Білборд» назвав Red Velvet «найкращим існуючим ідол-гуртом», «Red Flavor» — другою найкращою K-pop-піснею 2010-х років, а Perfect Velvet — п'ятим найкращим K-pop-альбомом 2010-х. Виступ Red Velvet у Пхеньяні зробив їх сьомим ідол-гуртом, який коли-небудь виступав у Північній Кореї, та першим з 2003 року. Концерт був частиною ширшої дипломатичної ініціативи між Південною та Північною Кореєю та приніс колективу відзнаку від Міністерства культури, спорту та туризму Південної Кореї за внесок у поширення популярної культури країни. Директор Корейського фонду міжнародного культурного обміну під час обговорення Корейської хвилі 2018 року назвав Red Velvet головним учасником та одним із найталановитіших гуртів країни, які «значною мірою просували K-pop» в усьому світі. У лютому 2020 року Red Velvet стали п'ятими за популярністю K-pop-виконавцями на Spotify та залишалися ними протягом усього року.

## Дискографія
| Корейські альбоми - The Red (2015) - Perfect Velvet (2017) - Chill Kill (2023) | Японські альбоми - Bloom (2022) |

## Фільмографія
- SMTown: The Stage
- Level Up Project![en]
- «Тролі 2: Світове турне»

## Концерти та тури
| - Red Room (2017—2018) - Redmare (2018—2019) - La Rouge (2019—2020) - R to V (2023) - Happiness: My Dear, ReVe1uv (2024) | - SM Town Live World Tour IV (2014—2015) - SM Town Live World Tour V (2016) - SM Town Live World Tour VI (2017—2018) - A-nation Online 2020 (2020) - SM Town Live Culture Humanity (2021) - SM Town Live 2022: SMCU Express at Kwangya (2022) - SM Town Live 2022: SMCU Express at Human City Suwon (2022) - SM Town Live 2022: SMCU Express at Tokyo (2022) - SM Town Live 2023: SMCU Palace at Kwangya (2023) |

### Нотатки
1. ↑  Саб-вокалісти і саб-репери слабші й отримують менше рядків у тексті, ніж ведучі та головні репери і вокалісти відповідно, а їхня головна роль полягає у підтримці останніх[159].
2. ↑  Віжуал — зовні найпривабливіший та найкрасивіший учасник (учасниця) гурту. Краса визначається за корейськими стандартами[en][160].
3. ↑  Центр — особа з центральною позицією у хореографії та фотосесіях. Центром K-pop-гурту зазвичай є харизматичний, всебічно розвинений учасник (учасниця), відмінний в усіх сферах, а його головна роль — приваблювати нових фанатів. Мати лише привабливий вигляд необхідно, але недостатньо для отримання центральної позиції[161].
4. ↑  Макне — наймолодший учасник (учасниця) гурту[160].